# André Van Vierst
André Van Wierst ou Van Vierst, né le 25 mai 1904 à Reims et mort le 13 octobre 1991 dans la même ville, est un coureur cycliste français. Il a participé au Tour de France en 1928 et en 1931.

## Biographie
Né d'un père parisien et d'une mère rémoise, André Van Wierst commence à courir en 1920.
En mai 1924, une victoire décisive le place au premier rang des routiers marnais : dans le championnat départemental des 100 kilomètres, il dépose dans la Montagne de Reims, tous les cracks du coin, notamment Fernand Moulet, alors imbattable dans l'Est. En fin de saison, il triomphe régulièrement, et au sprint, de Lucien Rich, réputé très rapide. Conseillé par Fernand Durieux, Van Wierts totalise en 1924, puis en 1925, malgré les exigences du service militaire, un certain nombre de succès. Au début de la saison 1926, défendant les couleurs de l'Union Vélocipédique Rémoise et de la marque Armor-Dunlop, il participe régulièrement aux compétitions organisées dans la région. Il débute par une victoire dans une course de côte, gagne Reims-Fismes et retour. Règle Godinat et Mauclair dans le Trophée Svelte de Champagne, enlève le challenge du Commerce devant tous les routiers et pistards marnais, s'adjuge le Grand Prix de l’Union Vélocipédique Rémoise. Il enlève au sprint la deuxième étape Reims-Troyes du Critérium de l'Est. Il se classe également 2e du Grand Prix du Barloitre, 2e du Prix Wonder, 3e du Grand Prix du Familistère ; 4e de Nancy-Reims, du Grand Prix de St-Quentin ; 5e de la première étape Paris-Reims du Critérium Alcyon, etc. Malchanceux dans le Circuit de Champagne, il disparaît de la bataille par suite de crevaisons multiples et d'une chute, mais se défend assez bien pour mériter un renouvellement de contrat, assorti d’une augmentation, chez Armor.
En 1927, il participe au Critérium des Aiglons et termine 6e. En 1928, il termine 9e de Paris-Longwy. Il est donc sélectionné dans l'équipe de Champagne pour le Tour de France 1928,,, mais il préfère courir dans la catégorie touristes-routiers,. Il est le premier de sa catégorie dans la 8e étape, Bordeaux-Hendaye. Il abandonne dans les Pyrénées au cours de la 9e étape,.
Après plusieurs saisons assez prometteuses, Van Vierst ne confirme pas. Il reparaît dans une grande course au début de la saison 1931 : Paris-Caen où il court fort bien et termine 16e. Il est donc sélectionné en vue du Tour de France 1931 comme touristes-routiers. Il court pour la marque Météore. Il tient jusqu'au bout et anime la course. Dans la seconde étape, Caen-Dinan, avec départs séparés, lorsque Bulla s'échappe, Van Vierst et Bernard sont les seuls à garder sa roue,. Il termine 3e de l'étape. Van Vierst figure dans maintes batailles, même avec les as,,. En tête avec les plus grands leaders que Bulla ne peut pas toujours suivre nettement, comme à la Faucille et au col de la Savine. Van Vierst n'est jamais aidé par des équipiers. Le peloton se reforme chaque fois et ne lui permet pas de profiter de ces belles performances et d'inquiéter Bulla.
En 1932, il participe à Paris-Bruxelles. Il met fin à sa carrière sportive en 1933. Il refait une saison sur piste, derrière moto en 1936, avec Robert Toussaint, Raymond Poulet,... Il fait partie de l'équipe de Champagne créée par Louis Daugé,.
En 1949, il est le directeur sportif de l'Union Vélocipédique Rémoise.

## Palmarès
- 1921
  - Champion de la Marne sur route
- 1924
  - Champion de la Marne des 100 km.
- 1926
  - Reims-Fismes
  - Trophée Svelte
  - Grand Prix de l'U.V.R.
  - deuxième étape du Critérium de l'Est
- 1927
  - Grand Prix de la Métallurgie ardennaise[29]
  - Grand Prix du Petit Haut-Marnais[30],[31]
  - 3e du GP Wolber avec l'équipe de Reims[note 4]
- 1928
  - Grand Prix d'Epernay[32],[33]
- 1929
  - Grand Prix du Familistère [34]
  - 2e du Grand Prix Dussart[35]
  - 2e du Grand Prix de Turenne[36],[37].
- 1931
  - Prix Questiau[38]
  - Grand Prix du B.C.R.[39]
  - Grand Prix du Familistère
  - Grand Prix de l'U.V.R.
  - Grand Prix de la ville de Reims
  - 2e de Épernay-Chaumont-Belfort

### Résultats sur le Tour de France
- 1928 : abandon (9e étape)
- 1931 : 26e (3e au classement général des touristes-routiers)[40]